# Поток минимальной стоимости
Задача о потоке минимальной стоимости состоит в нахождении самого дешёвого способа передачи потока определённой величины через транспортную сеть.

## Определения
Дана транспортная сеть {\displaystyle G(V,E)} с источником {\displaystyle s\in V} и стоком {\displaystyle t\in V}, где рёбра {\displaystyle e\in E} имеют пропускную способность {\displaystyle c(e)}, поток {\displaystyle f(e)} и цену {\displaystyle a(e)}. Цена пересылки потока для ребра {\displaystyle e} равна {\displaystyle f(e)\cdot a(e)}. Необходимо найти поток величиной {\displaystyle d} единиц.
Суть задачи — найти поток f(u, v), минимизирующий его общую стоимость:
{\displaystyle \sum _{u,v\in V}a(u,v)\cdot f(u,v)}
Накладываются следующие условия:
| Ограничение пропускной способности: | {\displaystyle 0\leqslant f(u,v)\leqslant c(u,v)}. Поток не может превысить пропускную способность.                                                           |
| Антисимметричность:                 | {\displaystyle \ f(u,v)=-f(v,u)}. Поток из {\displaystyle u} в {\displaystyle v} должен быть противоположным потоку из {\displaystyle v} в {\displaystyle u}. |
| Сохранение потока:                  | {\displaystyle \ \sum _{w\in V}f(u,w)=0}. |
| Необходимый поток:                  | {\displaystyle \sum _{w\in V}f(s,w)=d} |

## Отношение к другим задачам
Другой вариант этой задачи — найти максимальный поток имеющий минимальную цену среди максимальных.
Более общая проблема — циркуляция потока минимальной стоимости, которая может быть использована для решения данной задачи.
Ставим нижнюю границу для всех рёбер равную нулю и проводим дополнительное ребро из стока {\displaystyle t} в источник {\displaystyle s} с пропускной способностью {\displaystyle c(t,s)=d} и нижней границей {\displaystyle l(t,s)=d}.
Примечательно, что для {\displaystyle d=1}, задача нахождения потока минимальной стоимости соответствует задаче о поиске кратчайшего пути. В случае же, когда стоимость {\displaystyle a(e)=0} для всех рёбер графа, задача может быть решена адаптированными алгоритмами поиска максимального потока:
1. Как только {\displaystyle |f|\geqslant d} впервые, останови алгоритм.
2. Пусть {\displaystyle p} величина последнего дополнения потока.
3. Замени последний поток на поток со значением {\displaystyle p-(|f|-d)}.

Существует также и альтернативный вариант решения задачи с нулевой стоимостью рёбер:
1. Создай новую вершину-источник {\displaystyle s'}.
2. Добавь ребро {\displaystyle e'=(s',s)} с пропускной способностью {\displaystyle c(e')=d}.
3. Таким образом максимальный поток будет ограничен {\displaystyle d}.

## Решения
- Задача о потоке минимальной стоимости может быть решена с помощью линейного программирования.
- Найти любой поток данной величины, после чего избавиться от всех циклов отрицательной стоимости в остаточном графе. Чтобы избавиться от цикла, надо пустить по нему максимально возможный поток. Циклы ищутся алгоритмом Беллмана - Форда. Для доказательства работы алгоритма покажем, что поток {\displaystyle f} графа {\displaystyle G} не является потоком минимальной стоимости пока остаточная сеть графа {\displaystyle G_{f}} содержит отрицательный цикл {\displaystyle C}. Пусть {\displaystyle f^{*}} - поток графа {\displaystyle G} такой, что {\displaystyle l(f^{*})<l(f)} и, следовательно, оба потока отличны друг от друга. Для всех рёбер {\displaystyle e\in E} обозначим {\displaystyle f'(e)=f^{*}(e)-f(e)} и получим {\displaystyle f'} - циклический поток. Так как {\displaystyle f'} образован из максимум {\displaystyle m'<m} циклов {\displaystyle f'_{i}} {\displaystyle (1\leqslant i\leqslant m')}, справедливо следующее: {\displaystyle l(f')=l(f^{*})-l(f)=\sum _{1\leqslant i\leqslant m'}l(f'_{i})}, а значит, существует такой {\displaystyle j}, что {\displaystyle l(f'_{j})<0}. Для оптимизиации алгоритма можно выбирать каждую итерацию циклы с минимальной средней стоимостью {\displaystyle {\overline {l}}(C)={\frac {l(C)}{|C|}}={\frac {\sum _{e\in C}l(e)}{|C|}}}. Для доказательства времени работы алгоритма разобьем ход его выполнения на фазы, каждая из которых будет состоять из отдельных итераций. Пусть {\displaystyle f} - поток к началу {\displaystyle i}-той фазы. Фаза {\displaystyle i} считается завершенной, когда найден поток {\displaystyle g} такой, что {\displaystyle \mu (g)\leqslant (1-1/n)\cdot \mu (f)} или {\displaystyle \mu (g)\leqslant 0}, где {\displaystyle \mu (f)=-{\overline {l}}(C)}. При {\displaystyle \mu (g)\leqslant 0} алгоритм прекращает работу. Далее пусть {\displaystyle \mu _{0}} - значение {\displaystyle \mu } к началу первой фазы и {\displaystyle \mu _{i}} - значение {\displaystyle \mu } к началу {\displaystyle i}-той фазы ({\displaystyle 1\leqslant i\leqslant T}). Таким образом действительно: {\displaystyle \mu _{i}\leqslant (1-1/n)\cdot \mu _{i-1}\leqslant {\frac {\mu _{i-1}}{e^{1/n}}}}, а также {\displaystyle \mu _{0}\leqslant L=\sum _{e\in E}|l(e)|}. Вследствие свойства целочисленности {\displaystyle \mu _{T-1}\geqslant 1/n} следует {\displaystyle T-1\leqslant \log _{e^{1/n}}(nL)={\frac {\ln(nL)}{\ln(e^{1/n})}}=n\ln(nL)} и {\displaystyle T\leqslant n\ln(nL)+1}. Итерации условно можно разбить на несколько видов: Тип 1 - цикл {\displaystyle C} содержит только рёбра с негативной стоимостью и Тип 2 - цикл {\displaystyle C} содержит минимум одно ребро с положительной стоимостью. При каждой итерации первого типа будет "насыщено" и удалено хотя бы одно ребро. При этом все образованные рёбра будут иметь положительную стоимость (так как имеют обратное направление в остаточной сети). Таким образом алгоритм завершится после как минимум {\displaystyle m} последовательных итераций первого типа. Если же в фазе содержатся более {\displaystyle m} итераций, после {\displaystyle m-1} итераций максимум будет выполнена итерация второго типа. Покажем однако, что такое невозможно: Пусть {\displaystyle g} - поток первой итерации второго типа. Заметим, что действительно {\displaystyle \forall e\in E(G_{g}):l(e)\geqslant -\mu (f)}, т.е. нет новых рёбер с отрицательной стоимостью. Пусть {\displaystyle C} - цикл в {\displaystyle G_{g}} с минимальным {\displaystyle {\overline {l}}(C)} и {\displaystyle H} - рёбра с отрицательной стоимостью в {\displaystyle C}: {\displaystyle \mu (g)=\sum _{e\in C}{\frac {-l(e)}{|C|}}\leqslant \sum _{e\in H}{\frac {-l(e)}{|C|}}\leqslant |H|\cdot {\frac {\mu (f)}{|C|}}}. Из {\displaystyle |H|\leqslant |C|-1} следует {\displaystyle |H|/|C|\leqslant 1-1/|C|\leqslant 1-1/n}. Таким образом {\displaystyle \mu (g)\leqslant (1-1/n)\cdot \mu (f)}. Противоречие - мы уже достигли конца фазы, а значит итераций второго типа не существует и каждая фаза заканчивается через {\displaystyle m-1} итераций первого типа. Цикл с минимальным средним весом может быть найден за {\displaystyle O(|V||E|)}. Доказательство: Пусть {\displaystyle d_{k}(v)} - стоимость самого выгодного пути к {\displaystyle v\in V} через ровно {\displaystyle k} рёбер, тогда действительно {\displaystyle d_{0}(v)=0} и {\displaystyle d_{k+1}(v)=\min _{e=(w,v)\in E_{f}}(d_{k}(w)+l(e))}. Выходит, что все значения {\displaystyle d_{k}(v)} можно подсчитать за {\displaystyle O(nm)} используя динамическое программирование. Лемма: Значение {\displaystyle {\overline {l}}(C)} цикла с минимальной средней стоимостью равно {\displaystyle \alpha =\min _{v\in V}\max _{j=0}^{n-1}({\frac {d_{n}(v)-d_{j}(v)}{n-j}})}. Пусть {\displaystyle C} - цикл с минимальной средней стоимостью. Если увеличить стоимость всех рёбер на {\displaystyle \delta }, то {\displaystyle C} останется циклом с минимальной средней стоимостью, однако значение цикла увеличится на {\displaystyle \delta }. таким образом можно увеличить все стоимости рёбер так, что {\displaystyle {\overline {l}}(C)=0}. Покажем, что {\displaystyle \alpha \geqslant 0}: Выеберем любую вершину {\displaystyle v} и путь {\displaystyle P}, заканчивающийся в {\displaystyle v} и имеющий стоимость {\displaystyle d_{n}(v)}. {\displaystyle P} должен содержать цикл {\displaystyle C}. Пусть {\displaystyle P'} - путь {\displaystyle P} не содержащий цикла {\displaystyle C} и имеющий длину {\displaystyle j}. Тогда в цикле имеется {\displaystyle n-j} рёбер. Из-за {\displaystyle l(C)\geqslant 0} справедливо {\displaystyle d_{n}(v)=l(P)=l(C)+l(P')\geqslant l(P')\geqslant d_{j}(v)} и для каждой вершины {\displaystyle v} существует {\displaystyle j\in \{1,...,n-1\}} такой, что {\displaystyle d_{n}(v)\geqslant d_{j}(v)}. Покажем, что {\displaystyle \alpha \leqslant 0}: Для этого докажем, что существует вершина {\displaystyle w} для которой истино {\displaystyle d_{n}(w)\leqslant d_{j}(w)} для всех {\displaystyle j\in \{1,...,n-1\}}. Пусть {\displaystyle v} - вершина цикла с минимальной средней стоимостью {\displaystyle C}, {\displaystyle P} - кратчайший путь, заканчивающийся на {\displaystyle v} и не содержащий в себе цикла. пусть {\displaystyle p<n} количество вершин в {\displaystyle P}. Также ввёдем вершину {\displaystyle w}, которая лежит на {\displaystyle C} на расстоянии {\displaystyle n-p} вершин от {\displaystyle v}. Путь от {\displaystyle v} к {\displaystyle w} назовём {\displaystyle Q}. Пусть {\displaystyle R} - путь из {\displaystyle w} к {\displaystyle v}, а {\displaystyle S} - путь минимальной длины {\displaystyle j} из источника графа к {\displaystyle w}. Тогда истино следующее: {\displaystyle d_{n}(w)\leqslant l(P)+l(Q)=d_{p}(v)+l(Q)}, а также {\displaystyle d_{p}(v)\leqslant d_{j+r}(v)\leqslant d_{j}(w)+l(R)} и из них следует, что {\displaystyle d_{n}(w)\leqslant d_{j}(w)+l(R)+l(Q)}. Путь {\displaystyle Q\odot R} имеет стоимость 0, т.к. {\displaystyle l(C)=0}. Таким образом {\displaystyle d_{n}(w)\leqslant d_{j}(w)} для всех {\displaystyle j\in \{1,...,n-1\}}. Учитывая лемму, получим {\displaystyle \alpha \leqslant 0}. Время выполнения такого алгоритам составит {\displaystyle O(m^{2}\cdot n^{2}\cdot \log(nL))}, так как в процессе выполнения алгоритма пройдут {\displaystyle n\log(nL)+1} фаз, в каждой из которых {\displaystyle m} итераций, требующих {\displaystyle O(nm)} времени. Основываясь не предидущей оценке времени можно составить и следующую: {\displaystyle O(m^{3}\cdot n^{2}\cdot \log(n))}.
- Использовать модификацию алгоритма Форда — Фалкерсона, в которой на каждом шаге выбирается увеличивающий путь минимальной цены. Для выбора пути можно воспользоваться алгоритмом Беллмана-Форда.
- Улучшение предыдущего алгоритма: используя потенциалы, можно свести задачу к задаче без отрицательных рёбер, после чего вместо алгоритма Беллмана-Форда воспользоваться алгоритмом Дейкстры. Алгоритм Беллмана-Форда придётся применить лишь на самом первом шаге.